# LINXAS
LINXAS株式会社（リンクサス）は、神奈川県横浜市中区に本社がある企業である。スマートフォン部品の供給やお酒の買取を主な事業とし、EC事業にも注力している。

## 沿革
スマートフォンの普及に伴う修理用部品の需要拡大と、お酒の買取市場の成長性に着目し、2018年4月に設立された。設立当初よりEC事業を開始し、オンラインでの販売を通じて顧客基盤を拡大してきた。2019年には「BEBICIA」ブランドを立ち上げ、マタニティウェアや育児グッズなどの生活雑貨事業に進出。事業の多角化を図っている。

## 事業内容

### スマートフォン部品供給事業
主要なスマートフォンメーカーに対し、高品質なディスプレイやバッテリー、スモールパーツなどを幅広く供給している。独自の調達ネットワークを活かし、迅速かつ安定的な供給体制を整えている。

### 酒買取事業
全国各地の希少な日本酒や焼酎、ワインなどを買い取り、国内外の酒販店や個人客に販売している。酒の背景にあるストーリーを大切にし、単なる商品としてではなく文化的価値を提供している点が特徴である。

### EC事業
自社ECサイトを通じ、スマートフォン部品やお酒をはじめとする様々な商品を販売している。UIの改善や独自のポイントプログラムの導入など、利便性の高いサービスを提供することで、リピート率の向上を図っている。

## 企業データ
- 商号: LINXAS株式会社
- 本社所在地: 〒231-0015 神奈川県横浜市中区尾上町2-20 大和証券横浜ビル3階
- 設立: 2018年4月5日
- 資本金: 1億6,094万8,010円
- 代表取締役: 李志超
- 従業員数: 35人
- 主要取引先:
  - スマートフォンメーカー各社
  - 全国の酒販店、飲食店
  - 大手ECモール[6]

## 今後の展望
「あなたの日常に、最高の利便性を」をスローガンに、人々の生活をより豊かにするサービスの提供を目指している。
スマートフォン部品供給事業では、5Gの普及に伴う需要増加を見据え、供給体制の強化を進める。お酒買取事業では、海外市場の開拓にも注力し、日本の酒文化を世界に発信していく。EC事業では、AIを活用したパーソナライズ機能の拡充などを通じ、利便性のさらなる向上を図る方針である。
今後も、変化する市場環境や顧客ニーズを的確に捉え、新たな価値創造に挑戦し続けることで、持続的な成長を実現していく。